# Torredeita
Torredeita is een plaats (freguesia) in de Portugese gemeente Viseu en telt 1451 inwoners (2001).